# Elim (Pennsylvania)
Elim is een plaats (census-designated place) in de Amerikaanse staat Pennsylvania, en valt bestuurlijk gezien onder Cambria County.

## Demografie
Bij de volkstelling in 2000 werd het aantal inwoners vastgesteld op 4175.

## Geografie
Volgens het United States Census Bureau beslaat de plaats een oppervlakte van 5,3 km², waarvan 5,2 km² land en 0,1 km² water.

## Plaatsen in de nabije omgeving
De onderstaande figuur toont nabijgelegen plaatsen in een straal van 4 km rond Elim.